# ホーソン実験
ホーソン実験（ホーソンじっけん、英: Hawthorne experiments）とは、シカゴ郊外にあるウェスタン・エレクトリック社のホーソン工場において、1924年から1932年まで行われた一連の実験と調査である。ホーソン研究とも呼ばれる。

## 概要
当初は物理的な作業条件と従業員の作業能率の関係を分析する目的で、社内的に照明実験が行われ、次いでリレー組み立て実験が開始された。この時期からハーバード大学のエルトン・メイヨー、フリッツ・レスリスバーガーらが研究に加わり、さらに面接調査、バンク配線作業実験という一連の研究が行われた。この研究の結果、「労働者の作業能率は、客観的な職場環境よりも職場における個人の人間関係や目標意識に左右されるのではないか」という仮説が導き出された。また、集団内には「能率の論理」に規定される非公式組織（インフォーマル・グループ）が存在すること、非公式組織における仲間意識や集団内の規範が作業能率に影響を与えることをメイヨーは突き止め、人間関係論を展開した。20世紀初頭に科学的管理法がフレデリック・テイラーによって提唱されて以来経営管理論の主流だったが、この実験以来、人間関係論へと移行した。
一方で、研究手法や結果の解釈をめぐって批判や異論も多く、知名度こそ高いものの、評価は定まっていない。

## 実験内容と結果
照明実験
工場の照明と作業能率の相関関係を調べることが目的の実験だった。
しかし、照明を明るくした場合に従来より高い作業能率となっただけでなく、照明を暗くしても従来よりも作業能率が高くなることが計測された。
リレー組み立て実験
賃金、休憩時間、軽食、部屋の温度・湿度など条件を変えながら、6名の女子工員が継電器を組み立てる作業能率がどのように変化するかを調べた。
しかし、どのように変更を行っても実験が進むにつれて作業能率は上昇した。途中でもとの労働条件に戻す形の条件の変更を行った場合にも、作業能率が上昇した。
面接調査
延べ21126人の労働者に面接して聞き取り調査を行った。
その結果、労働者の行為はその感情から切り離すことができないこと、職場での労働者の労働意欲は、その個人的な経歴や個人の職場での人間関係に大きく左右されるもので、客観的な職場環境による影響は比較的少ない、という結果となった。
バンク配線作業実験
職種の異なる労働者をグループとして、バンク（電話交換機の端子）の配線作業を行い、その協業の成果を計測しようとした実験だった。
実際には、次のことが分かった。
1. 各労働者は自分の労働量を自ら制限していること
2. 品質検査では労働者の仕事の質だけではなく、検査官と労働者の人間関係が評価に影響すること
3. 労働者の時間当たりの成果の差違は、労働者の能力的な差違によるものではなかったこと